# Peluche (tela)
El peluche (del francés peluche) es un tejido que tiene los hilos cortados por el lado visible en la misma forma que el fustán o el terciopelo. Su suavidad de tacto es similar a las plumas o a la piel. Es un tejido que tiene, por un lado, una especie de vello sedoso y brillante, más largo y menos compacto que el del terciopelo (del que proviene), pero aunque la diferencia esencial con el terciopelo está en la longitud y densidad del pelo, hoy día existen distintas variedades de peluche, que van del más fino al más grueso.   

## Usos

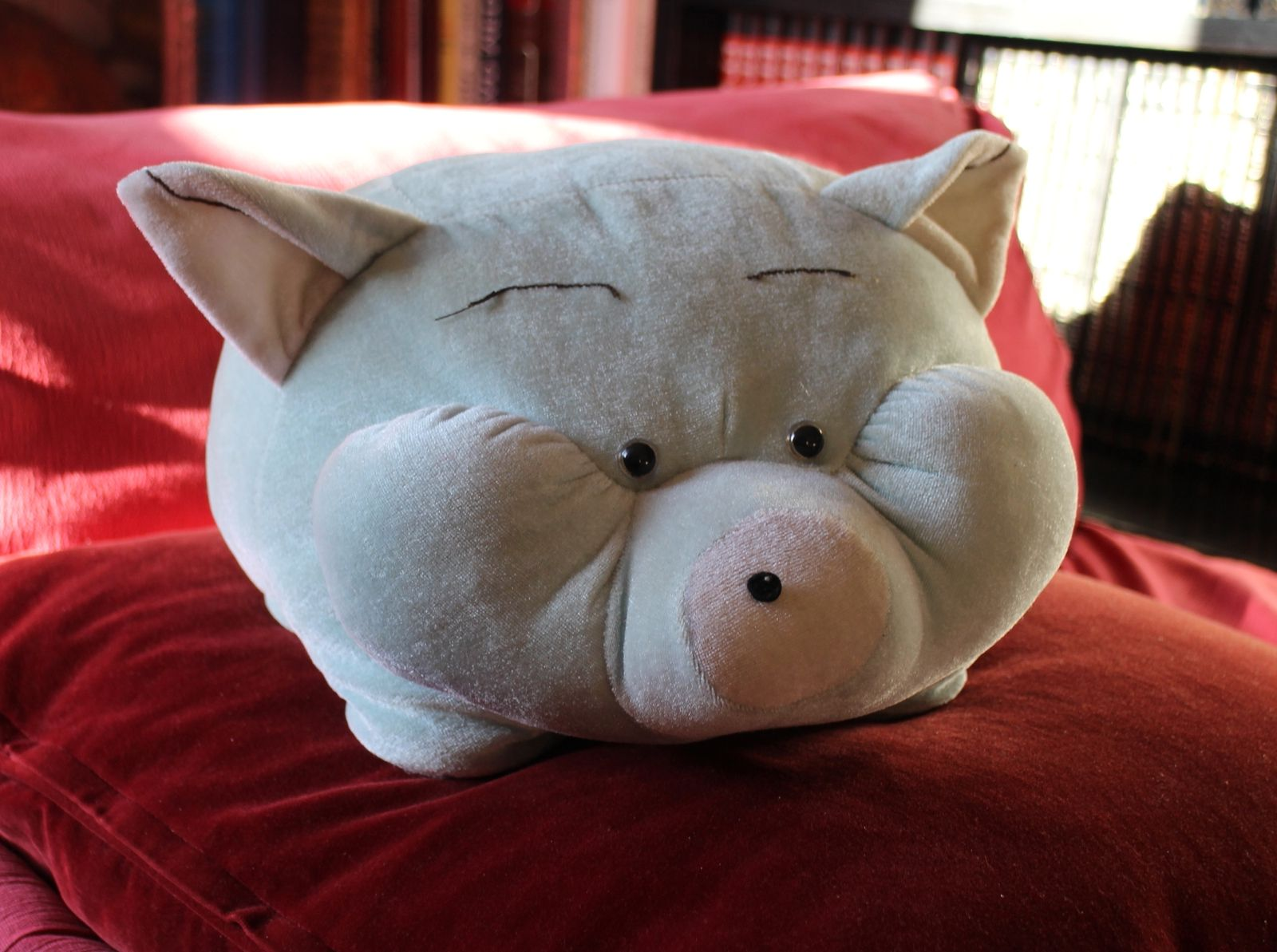
Cerdita de peluche fino.

El peluche se utiliza en gran medida como tela para tapicerías en la fabricación de muebles. Se utiliza también para confeccionar  ropa, para el mundo del vestir o en sombrerería. Aunque uno de los mayores usos de este tejido está en la producción de juguetes para los niños, existiendo una gran variedad de muñecos de peluche hechos usando este tejido,  sobre todo imitando la forma de distintos tipos de animales, como por ejemplo el oso de peluche, etc. El peluche es también uno de los principales materiales para la fabricación de Art toys.

## Fabricación
Originalmente, el pelo del peluche era de mohair o de lana peinada, aunque para su fabricación también se solía utilizar la seda, sola o con un refuerzo de algodón. Pero actualmente, el peluche moderno se suele fabricar normalmente a partir de fibras sintéticas tales como el poliéster.